# Château de Rivaulde
Le château de Rivaulde est un château situé sur la commune de Salbris dans le département de Loir-et-Cher.

## Historique
Salbris possède de nombreux domaines à l'architecture typiquement solognote (colombages et brique). Un des plus beaux est probablement celui de Rivaulde dont le château date de 1524, mais qui fut reconstruit en 1902 par l’architecte Coulon. C'est alors un cadeau d’Henri Schneider à sa femme, Eudoxie Asselin (1853-1942).
Au XVe siècle, Rivaulde était un château-fort appartenant à la famille des seigneurs de La Ferté-Imbault. Transformé en manoir, il appartient au XIXe siècle au peintre Toulouse-Lautrec. À la fin de sa vie, le peintre ruiné revendra en 1882 l’ensemble de la propriété sur 3000 hectares aux frères Schneider, riches industriels du Creusot, qui démolissent l’ancienne forteresse et font rebâtir l’édifice que l’on connaît aujourd’hui. De vastes dimensions, avec ses dépendances et notamment les écuries (que l’on peut visiter, route de Souesmes), le château de Rivaulde est alors surnommé « le petit Vaux-le-Vicomte ». Henri Schneider meurt le 18 mai 1898, sans voir son nouveau château et laissant à sa femme, Eudoxie, la gestion du domaine.
Mme Schneider fait de Rivaulde sa résidence de prédilection. Là, elle collectionne meubles anciens et objets d’art. La chasse tient une grande place dans la vie sociale, dans l'établissement et l’entretien de réseaux relationnels. Dans des réceptions somptueuses, elle reçoit aussi bien les membres de la haute noblesse telles que les Luynes, les d’Harcourt, les Broglie, les La Rochefoucauld, que ceux de la haute bourgeoisie industrielle comme les Hennessy, les Lebaudy, les Wendel, les Seillière. Une photographie datant de 1913 atteste la présence du prince de Galles en vacances au château. De grands noms de la noblesse, de la finance, de l’industrie et de la diplomatie comptent parmi les habitués de la famille.
Dans les années 1950, les héritiers Schneider ne peuvent plus entretenir cette énorme bâtisse qui est revendue au groupe Michelin. Celui-ci en fait une colonie de vacances puis l’abandonne aux pillards. Dans les années 1960, le château est revendu morcelé en copropriétés. En 1985 est construit un golf par un riche industriel parisien, mais celui-ci fait faillite en 1996 et les installations sont revendues à la mairie de Salbris. Le reste des 3 000 hectares est partagé par les descendants de la branche Sauvage de Brantes, dont est issue, entre autres, Anne-Aymone, épouse du président Valéry Giscard d'Estaing, ou le père de celle-ci, François, résistant mort à Mauthausen (Autriche) en 1944.
Le monument fait l’objet d’une inscription au titre des monuments historiques depuis le 9 janvier 2006.